# Janik Haberer
Janik Haberer (Wangen im Allgäu, 1994. április 2. –) német korosztályos válogatott labdarúgó, aki az Union Berlin játékosa.